# Nowotwory głowy i szyi
Nowotwory głowy i szyi (ang. head and neck cancer) – grupa chorób nowotworowych, które ze względu na zbliżoną etiopatogenezę, patomorfologię i podobny przebieg kliniczny ujmuje się w jedną grupę. Guzy wywodzące się z górnej części układu oddechowego i pokarmowego – są to nowotwory jamy ustnej, języka, gardła, krtani, ślinianek, jamy nosowej, zatok przynosowych, ucha, tarczycy. Do tej grupy zalicza się również chłoniaki i mięsaki. Histopatologiczne większość (90%) nowotworów głowy i szyi to rak płaskonabłonkowy wywodzący się z błony śluzowej. Nowotwory często zajmują węzły chłonne, których powiększenie często jest pierwszym objawem choroby. Większość nowotworów cechuje względnie małe ryzyko przerzutów odległych (przerzutem odległym nie jest obecność nowotworu w lokalnym węźle).

## Epidemiologia
Nowotwory głowy i szyi w Polsce stanowią około 6% nowotworów i są przyczyną około 5% zgonów z powodu choroby nowotworowej. Najczęstszym nowotworem tej grupy jest rak krtani. Wszystkie nowotwory głowy i szyi kilkakrotnie częściej występują u mężczyzn (5-krotnie częściej). U 10% pacjentów jednocześnie lub po upływie min. 6 miesięcy rozwija się jednocześnie drugie ognisko nowotworowe. Jest to spowodowane wspólną etiopatogenezą i czynnikami ryzyka. U pacjentów z nowotworami głowy i szyi częściej występuje rak płuca i inne nowotwory tytoniozależne.

## Czynniki ryzyka
Nowotwory są silnie związane z czynnikami środowiskowymi i związanymi ze stylem życia, szczególnie z paleniem tytoniu, piciem alkoholu, promieniowaniem UV. Pewne znaczenie mają takie czynniki jak: czynniki dietetyczne (brak witamin, owoców i warzyw), zakażenie wirusem EBV, HPV, polipy i przewlekłe stany zapalne zatok obocznych zatok (dla raka zatok obocznych).

## Stany przedrakowe
- rogowacenie białe (leukoplakia),

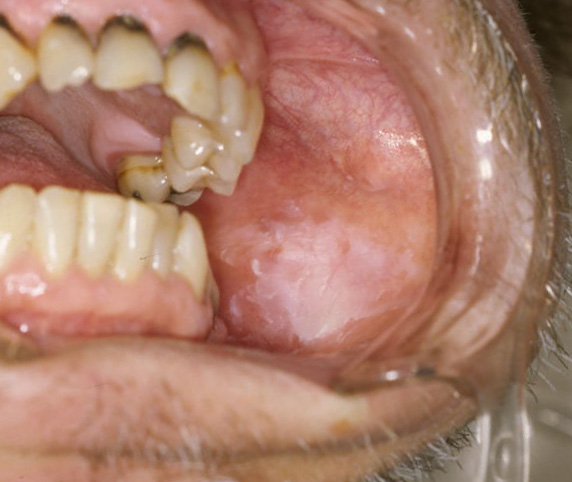
Leukoplakia.

- erytroplakia – określenie kliniczne na "zmianę czerwoną" w jamie ustnej, gardle,
- hiperkeratoza,
- brodawczaki krtani,
- pachydermia krtani,
- dysplazja.

## Objawy
Objawy kliniczne różnią się w zależności od lokalizacji.
Najczęstsze objawy to:
- ból,
- owrzodzenie,
- naciek nowotworowy,
- zaburzenia oddychania, połykania, mowy.

Często pierwszym objawem jest powiększenie szyjnych węzłów chłonnych.
Główne dolegliwości według lokalizacji zmian:
- jama ustna: ból podczas jedzenia, naciek, owrzodzenie, zaburzenie ruchomości języka;
- warga: owrzodzenie, stwardnienie;
- dziąsło: naciek z owrzodzeniem;
- policzki: zmiana podobna do leukoplakii, owrzodzenie, naciek;
- podniebienie: naciek, owrzodzenie;
- żuchwa i szczęka: ból, zniekształcenie twarzy, zaburzenia widzenia, objawy neurologiczne, niedrożność przewodów nosowych;
- gardło:
  - część nosowa – ból głowy, guz w obrębie szyi, uczucie zatkania ucha, krwawienie z nosa, zaburzenie widzenia i objawy neurologiczne
  - część ustna – ból promieniujący do ucha, uczucie obecności ciała obcego, owrzodzenie;
  - część krtaniowa – ból i trudności w połykaniu, chrypka, duszność
- krtań: ból i trudności w połykaniu, chrypka, duszność.

## Nowotwory
- rak krtani,
- rak jamy nosowo-gardłowej,
- rak ustnej części gardła,
- rak krtaniowej części gardła,
- rak jamy ustnej,
  - rak języka,
  - rak dna jamy ustnej,
- nowotwory szczęki,
- rak wargi,
- nowotwory gruczołów ślinowych,
- rak migdałka podniebiennego,
- nowotwory tarczycy,

Również:
- chłoniaki nieziarnicze,

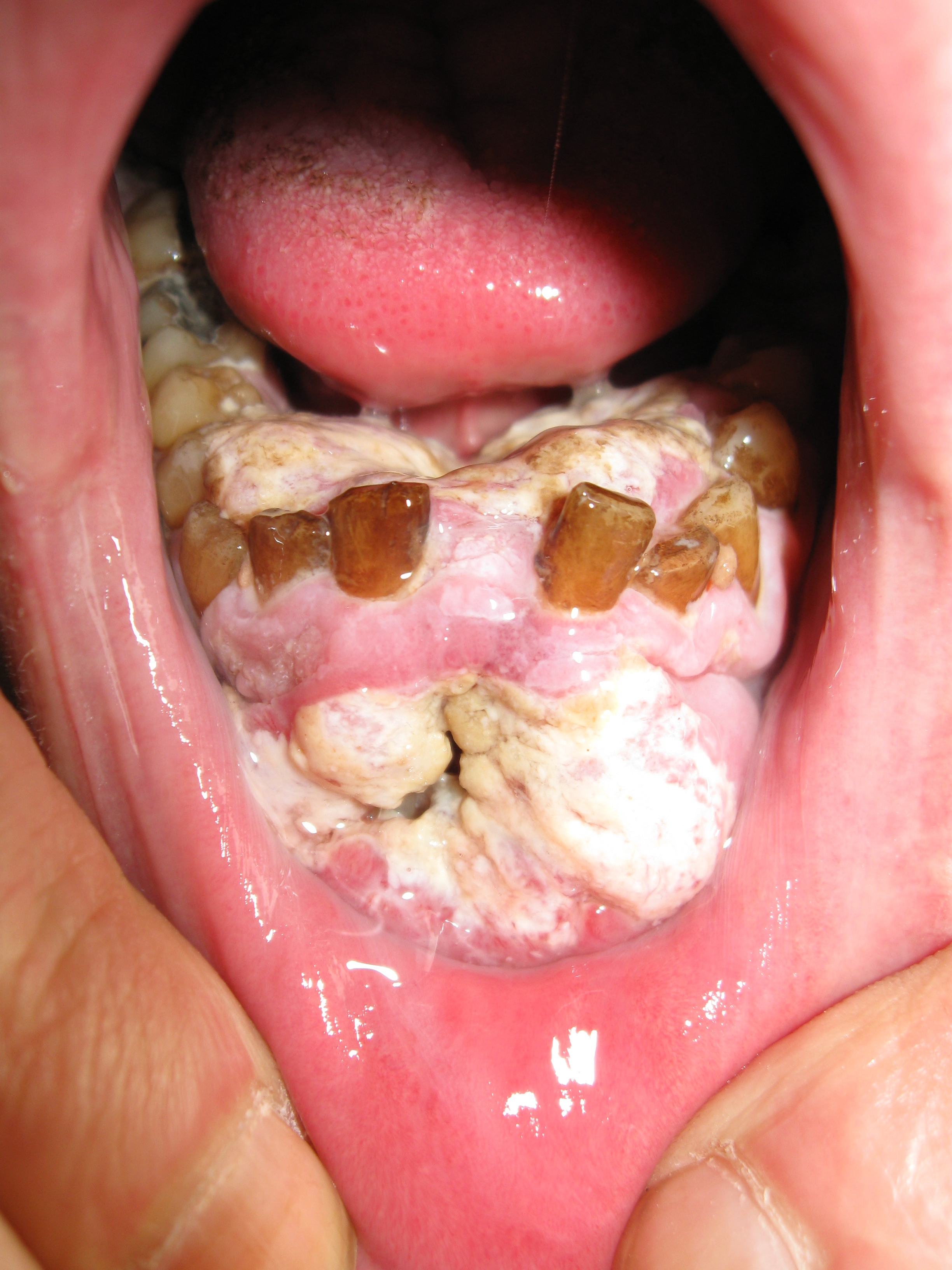
Rak jamy ustnej u palacza.

- ziarnica złośliwa (choniak Hodgkina),
- mięsaki.

## Diagnostyka
Postępowanie diagnostyczne obejmuje wywiad i badanie przedmiotowe z oceną węzłów chłonnych. Dalsze postępowanie jest ściśle uzależnione od rodzaju nowotworu. Konieczne jest badanie laryngologiczne, często również endoskopowe. Stosowane są badania obrazowe: USG, rezonans magnetyczny, scyntygrafia kości. Ostateczne rozpoznanie jest stawiane na podstawie badanie histopatologiczne fragmentu tkankowego pobranego chirurgicznie ze zmiany.

## Leczenie
We wczesnym stopniu zaawansowania w leczeniu radykalnym stosuje się leczenie chirurgiczne oraz radioterapię. Chorzy zwykle wymagają zastosowanie tylko jednej z tych metod, wybór jest uzależniony typem i lokalizacją nowotworu. Bardziej zaawansowane stadia wymagają zabiegu operacyjnego uzupełnionego radioterapią lub wyłącznie radioterapię. W nowotworach o niskiej dojrzałości (G-3, raki typu nosogardłowego II i III WHO) wymagają skojarzenia radioterapii i chemioterapii.
Chemioterapia w nowotworach głowy i szyi ma niewielkie zastosowanie, jest to uwarunkowane niską chemiowrażliwością guzów.

## Klasyfikacja ICD10
| kod ICD10   | nazwa choroby                                                             |
| ----------- | ------------------------------------------------------------------------- |
| ICD-10: C01 | Nowotwór złośliwy nasady języka                                           |
| ICD-10: C02 | Nowotwór złośliwy innych i nieokreślonych części języka                   |
| ICD-10: C03 | Nowotwór złośliwy dziąsła                                                 |
| ICD-10: C04 | Nowotwór złośliwy dna jamy ustnej                                         |
| ICD-10: C05 | Nowotwór złośliwy podniebienia                                            |
| ICD-10: C06 | Nowotwór złośliwy innych i nieokreślonych części jamy ustnej              |
| ICD-10: C07 | Nowotwór złośliwy ślinianki przyusznej                                    |
| ICD-10: C08 | Nowotwór złośliwy innych i nieokreślonych dużych gruczołów ślinowych      |
| ICD-10: C09 | Nowotwór złośliwy migdałka                                                |
| ICD-10: C10 | Nowotwór złośliwy części ustnej gardła                                    |
| ICD-10: C11 | Nowotwór złośliwy części nosowej gardła                                   |
| ICD-10: C12 | Nowotwór złośliwy zachyłka gruszkowatego                                  |
| ICD-10: C13 | Nowotwór złośliwy części krtaniowej gardła                                |
| ICD-10: C14 | Nowotwór złośliwy o innym i nieokreślonym umiejscowieniu w obrębie wargi, |
| ICD-10: C30 | Nowotwór złośliwy jamy nosowej i ucha środkowego                          |
| ICD-10: C31 | Nowotwór złośliwy zatok przynosowych                                      |
| ICD-10: C32 | Nowotwór złośliwy krtani                                                  |
| ICD-10: C33 | Nowotwór złośliwy tchawicy                                                |